# Hieracium austericeps
Hieracium austericeps es una especie de planta con flor del género Hieracium, de la familia Asteraceae, orden Asterales.

## Distribución
Hieracium austericeps se distribuye por Noruega.

## Taxonomía
Fue descrita científicamente por Dahlst. ex Notø. Fue publicada en Nyt Mag. Naturvidensk. 61: 256 (1924).